# Рорсбург (Пенсилванија)
Рорсбург (енгл. Rohrsburg) насељено је место без административног статуса у америчкој савезној држави Пенсилванија.

## Демографија
По попису из 2010. године број становника је 145, што је 19 (-11,6%) становника мање него 2000. године.
| Група             | 2000.       | 2010.       |
| Белци             | 158 (96,3%) | 141 (97,2%) |
| Афроамериканци    | 1 (0,6%)    | 2 (1,4%)    |
| Азијати           | 1 (0,6%)    | 1 (0,7%)    |
| Хиспаноамериканци | 4 (2,4%)    | 1 (0,7%)    |
| Укупно            | 164         | 145         |